# August Stockelmann
August Hermann Rudolf Stockelmann (* 15. November 1900 in Vechtel; † 6. Mai 1945 in Güstrow) war ein deutscher Tierarzt und Beamter.

## Leben
August Stockelmann wurde als Sohn des Landwirts in Klein Mimmelage Heinrich Stockmann geboren. Im Sommersemester 1921 begann er das Studium an der Tierärztlichen Hochschule Hannover und wurde Mitglied des Corps Normannia Hannover. Zum Wintersemester 1923/24 wechselte er an die Universität München und schloss sich dem Corps Suevo-Salingia München an. Im folgenden Semester kehrte er nach Hannover zurück und erlangte dort im Juli 1926 die tierärztliche Approbation. Im November desselben Jahres wurde er dort zum Dr. med. vet. promoviert. Im Mai 1927 wurde er praktischer Tierarzt in Gadebusch und Schönberg (Mecklenburg). Am 1. Mai 1931 wurde er Mitglied der NSDAP (Mitgliedsnummer 539.241), leitete 1931 die NSDAP-Ortsgruppe in Schönberg und war von 1932 bis Januar 1934 Kreisleiter der Partei im Kreis Schönberg. Von September 1933 bis zum 14. Januar 1934 war Stockelmann Landrat des Kreises Schönberg. Ab April 1934 war er Kreistierarzt des Landkreises Schönberg. Im Februar 1937 wurde er zum Kreisveterinärrat des Landkreises Güstrow ernannt, wo er im April 1939 zum Regierungsveterinärrat befördert wurde. Während des Zweiten Weltkrieges war er von Mai 1940 bis August 1941 Kreistierarzt im deutsch besetzten Polen im Landkreis Schieratz und Landkreis Lask des Reichsgaues Wartheland. Danach kehrte er als Regierungsveterinärrat nach Güstrow zurück.  Beim Einmarsch der Roten Armee am 6. Mai 1945 ging er mit der gesamten Familie in den Freitod.

## Schriften
- Dissertationsschrift: Untersuchungen über die Bedeutung und die Gefahren der intravenösen Luftinjektion beim Rind, 1926